# Erich Mächler
Erich Mächler (* 24. September 1960 in Hochdorf, Kanton Luzern) ist ein ehemaliger Schweizer Radrennfahrer. Er war von 1982 bis 1994 Profi.

## Karriere
Als Amateur gewann er 1981 den Grand Prix de Lancy. Mächler wurde 1982 beim Team Royal-Wrangler Profi. Im Jahr 1983 wurde er Vierter bei der Meisterschaft von Zürich und Sechster bei den Strassen-Weltmeisterschaften in Altenrhein SG, Schweiz. 1984 wurde er Zweiter bei Tirreno–Adriatico und gewann die Schweizer Strassen-Radmeisterschaften im luxemburgischen Grevenmacher vor Hubert Seiz und Gilbert Glaus. Bei Mailand–Sanremo 1987 war Mächler in einer Spitzengruppe vertreten, aus der er sich am Poggio löste und somit einen Solosieg herausfahren konnte.
Bei der Tour de France 1987 eroberte Mächler das Gelbe Trikot auf der Etappe von Karlsruhe nach Stuttgart. Er war gemeinsam mit Acácio da Silva ausgerissen und wurde im Sprint von diesem geschlagen. Mächler trug das Gelbe Trikot bis zur 9. Etappe.
1988 absolvierte Mächler seine erfolgreichste Saison, wobei er neben der Valencia-Rundfahrt auch Tirreno–Adriatico gewann und zusätzlich jeweils zwei Etappensiege feierte. Ausserdem wurde er bei Mailand–Sanremo Achter in der ersten Verfolgergruppe hinter dem Sieger Laurent Fignon und Fünfter bei den Drei Tagen von De Panne.
Zwischen 1989 und 1995 gewann er nur noch wenige Rennen. 1994 konnte er beim Japan Cup den zweiten Platz hinter Claudio Chiappucci, seinem ehemaligen Weggefährten bei Carrera Jeans, erzielen. 1995 beendete er seine Profikarriere.
Mächler führte in Kriens ein Fahrradgeschäft, das 2013 Konkurs anmeldete. 2017 arbeitete er für einen Hersteller von Softdrinks.

## Erfolge
1982
- eine Etappe Tour de Suisse
- Berner Rundfahrt
- Stausee-Rundfahrt Klingnau

1983
- eine Etappe Tour de Suisse
- Grand Prix de Mendrisio
- Giro dei Sei Comuni

1984
- eine Etappe Tirreno–Adriatico
- Schweizer Strassen-Radmeisterschaften

1986
- eine Etappe Tour de France
- eine Etappe Critérium du Dauphiné Libéré

1987
- Mailand–Sanremo
- zwei Etappen Critérium du Dauphiné Libéré

1988
- Gesamtwertung und zwei Etappen Tirreno–Adriatico
- Gesamtwertung und zwei Etappen Valencia-Rundfahrt
- Volta al Camp Morverde

1989
- eine Etappe Tirreno–Adriatico
- Kika Classic

1990
- eine Etappe Luxemburg-Rundfahrt

1992
- Berner Rundfahrt
- Schweizer Strassen-Radmeisterschaften

## Grand-Tour-Platzierungen
| Grand Tour            | 1982 | 1983 | 1984 | 1985 | 1986 | 1987 | 1988 | 1989 | 1990 | 1991 | 1992 | 1993 | 1994 |
| --------------------- | ---- | ---- | ---- | ---- | ---- | ---- | ---- | ---- | ---- | ---- | ---- | ---- | ---- |
| Vuelta a EspañaVuelta | –    | –    | –    | –    | –    | –    | –    | 58   | –    | 77   | –    | DNF  | –    |
| Giro d’ItaliaGiro     | 91   | –    | –    | 23   | –    | –    | –    | –    | –    | –    | –    | 120  | –    |
| Tour de FranceTour    | –    | 84   | 84   | 114  | 49   | 85   | 136  | 117  | 130  | 128  | DNF  | –    | –    |